# التطور التعليمي
كان التطور الذي تحقق في حقل التربية والتعليم من أبرز مظاهر التنمية الاقتصادية والاجتماعية في المملكة الأردنية بعد الاستقلال وبشكل خاص بعد صدور قانون المعارف لسنة 1955، الذي حدد اهداف السياسة التعليمية باتاحة الفرص لتعليم الشعب وبناء شخصية المواطن وتنشئة جيل صحيح الجسم سليم العقيدة قويم الخلق يدرك واجابته نحو الله والوطن، وحدد القانون مهام وزارة المعارف بانشاء المدارس وتوثيق العلاقات الثقافية والعلمية مع الدول العربية لتكوين ثقافة موحدة ومع الدول العالمية ومكافحة الامية وتعزيز الحركة الرياضية والاعمال الكشفية وتنشيط الحركة العلمية والادبية والفنية، ومنذ ذلك الوقت بدأ التوسع في التعليم ليشمل كافة المدن والقرى والبوادي كما أصبح التعليم الإلزامي يشمل الصفوف الابتدائية الستة الأولى.
وبصدور قانون التربية والتعلم رقم 16 لسنة 1964 أخذ التعليم ينتشر على نطاق أوسع من السابق وقد استمد هذا القانون فلسفة التربية والتعليم من الدستور الأردني والمثل العربية العليا التي يؤمن بها الشعب الأردني وأهمها الايمان بالله والمثل العليا ووحدة الامة العربية وسيادة الدولة الأردنية ونمو الفرد جسميا وعقليا وعاطفيا في مجتمع يتمتع بالحرية والديمقراطية.
وتم بموجب هذا القانون تشكيل مجلس التربية والتعليم لتقديم المشورة لوزير التربية والتعليم في السياسة العامة للتربية واقرار المناهج الدراسية والقوانين والانظمة التربوية.

## وصلات داخلية
- تعليم